# Републикански път III-8632
Републикански път IIІ-8632 е третокласен път, част от Републиканската пътна мрежа на България, преминаващ по територията на Смолянска и Кърджалийска област. Дължината му е 14,6 km.
Пътят се отклонява надясно при 32,5 km на Републикански път III-863 в западната част на село Баните, пресича река Малка Арда (ляв приток на Арда) и се насочва на юг. Преминава през село Дрянка, преодолява на 930 m н.в. вододела между реките Малка Арда и Арда и навлиза в Кърджалийска област. Тук пътят слиза по южния склон на хребета, минава през село Стояново, пресича река Арда и при пътно кръстовище Стояново се свързва с Републикански път III-865 при неговия 22,4 km.
| Пътища, отклоняващи се надясно (населено място, № на пътя, посока на пътя) | km   | Пътища, отклоняващи се наляво (посока на пътя, № на пътя, населено място) |
| -------------------------------------------------------------------------- | ---- | ------------------------------------------------------------------------- |
| Община Баните, Област Смолян, III-863, 32,5 km, с. Баните →                | 0,0  | → с. Баните, 32,5 km, III-863, Област Смолян, Община Баните               |
| (за с. Касапско) общински път, с. Дрянка ←                                 | 3    | с. Дрянка                                                                 |
| Община Ардино, Област Кърджали                                             | 5,5  | Област Кърджали, Община Ардино                                            |
| с. Стояново                                                                | 11,8 | с. Стояново                                                               |
| (за с. Мусево) общински път ←                                              | 12,7 |                                                                           |
| (от 123,7 km на II-86) III-865, 22,4 km →                                  | 14,6 | → 22,4 km, III-865 (до гр. Кърджали)                                      |